# Combate de Tarmatambo
La batalla de Tarmatambo fue un hecho de armas de la guerra del Pacífico, que enfrentó a las fuerzas de los ejércitos de Chile y de Perú en el marco de la Campaña de la Sierra o Campaña de la Breña. Este se desarrolló en el poblado de Tarmatambo, en las alturas de Tarma, en la sierra peruana el 15 de julio de 1882.

## Antecedentes
Luego de los reveses sufridos en Concepción, Marcavalle y Pucará durante los días 9 y 10 de julio de 1882, la división chilena de Estanislao del Canto esperaba emprender la retirada desde la sierra hacia Lima.
La división de Del Canto llegó a Tarma el 13 de julio y acampó a orillas del riachuelo Huáchac. La zona fue saqueada por las fuerzas chilenas que se apropiaron de caballos, maíz, trigo y ganado, tomando de rehenes a las autoridades del pueblo. La población de Tarma y Tarmatambo se refugió en las alturas.
El 14 de julio de 1882, del Canto envió a la 1.ª compañía del batallón Lautaro, compuesta por 80 hombres al mando del subteniente Arturo Benavides Santos, de 17 años, a tomar posiciones en el caserío de Tarmatambo para custodiar el camino a Jauja y así tener una ruta segura de regreso. El mando cayó en Benavides debido a que el comandante de la compañía era baja por enfermedad, lo mismo que su segundo al mando. Alrededor de las 16:00 del 14, la compañía salió para su destino, al que llegó al anochecer.
La vanguardia de las tropas peruanas del general Andrés Avelino Cáceres estaba compuesta por la caballería del coronel Máximo Tafur y las fuerzas de Juan Gastó, que llegaron a Tarmatambo el 15 de julio para enfrentar a las tropas chilenas. A los soldados se unieron los pobladores tarmatambinos —como Benjamín Simeón, Tolentino Lino y Basilio Solano— armados con hondas y lanzas.

## El combate
Las fuerzas enfrentadas eran las siguientes:
| Ejército de Chile                                                                                               | Ejército de Perú |
| --- | --- |
| - Batallón Lautaro (1.ª compañía), bajo el mando accidental del subteniente Arturo Benavides - Fusiles Comblain | - División de Vanguardia coronel Juan Gastó Columna Cazadores de Comas (Ambrosio Salazar) 1 Batallón y 1 Columna - Destacamento del coronel Máximo Tafur Columna de Huarimpampa (Toledo Ocampo) Columna de Sinco (Meza) Columna de Chupaca (Arauco) - Fusiles de diversas fabricaciones, hondas y lanzas |

Al amanecer del 15, los centinelas chilenos dieron la alerta que estaban siendo rodeados por las fuerzas peruanas. El subteniente chileno Benavides ordenó al subteniente Manuel Segundo Salas Marchán salir hacia Tarma para avisar al coronel del Canto y solicitar refuerzos. Benavides, luego se refugió junto con sus hombres en las ruinas incas de Marka Marka para enfrentar el combate desde una posición que consideró ventajosa. Al construir sus trincheras, destruyeron parte de la fortaleza incaica. 
Benavides ordenó aprovisionarse de agua y comida, e impartió la orden a sus hombres de sacar algunas piedras de los muros para poder disparar hacia el exterior desde una posición relativamente segura, pudiendo así repeler los ataques y evitar ser heridos por el fuego enemigo.

[...] Los chilenos estaban sobre las alturas de Tarma y en las ruinas incaicas de Tarmatambo, batiéndose con nuestros valientes guerrilleros, atrevidos legionarios de honda y rejón, quienes generosos presentaban sus pechos desnudos para ayudar a sus hermanos, los soldados de línea...
Antonia Moreno de Cáceres. Memorias

Tafur y Gastó ordenaron atacar organizando a sus tropas en grupos de 30 a 40 hombres armados con rifles, bajando en línea, seguidos por guerrilleros armadas con lanzas y por los flancos guerrilleros armados con hondas, mientras que tropas con rifles custodiaban la retaguardia. Las fuerzas peruanas pidieron a las fuerzas chilenas rendirse para no repetir lo ocurrido en Concepción.

[...] Avanzaban gritando "¡ríndanse chilenos y los perdonamos!"... Entremezclados con el de "¡Si no se rinden, los matamos a todos como en La Concepción!"...

Ante la negativa de los chilenos, las fuerzas peruanas atacaron por lo menos diez veces el corral, siendo repelidos por los chilenos parapetados en su interior. Los soldados esperaban la orden de Benavides para hacer una descarga cerrada tratando de no desperdiciar municiones, dado que tenían 80 tiros por soldado.

[...] Cuando ordenaba "apunten", todos guardaban silencio y apuntaban sirviéndoles de mampuesto las troneras, y al dar la orden de "fuego", disparaban y prorrumpían en un "¡Viva Chile!" estruendoso, y después continuaban haciendo fuego con calma.
Obedecían convencidos la orden de hacer bien las punterías y disparar pausadamente, pues se daban cuenta de la importancia de no desperdiciar municiones. ¡Sólo teníamos ochenta tiros por hombre!...

Al mediodía, las fuerzas peruanas ensayaron una carga mayor con tropas de línea con rifles y caballería, seguidos de los guerrilleros de Tarmatambo, siendo repelidos. Benavides apreció que los peruanos se retiraban del lugar. Ante este repliegue, Benavides ordenó mantenerse al interior de la estructura, ya que sus soldados deseaban calar bayonetas y salir en persecución del enemigo.
Así prosiguió el combate hasta la llegada de los refuerzos chilenos cerca de las 14:00, cuando la compañía del Lautaro salió de su refugio y se dirigió a la quebrada para enfrentar a las tropas peruanas que se retiraron del campo hacia los cerros que estaban a sus espaldas.

## Sucesos posteriores

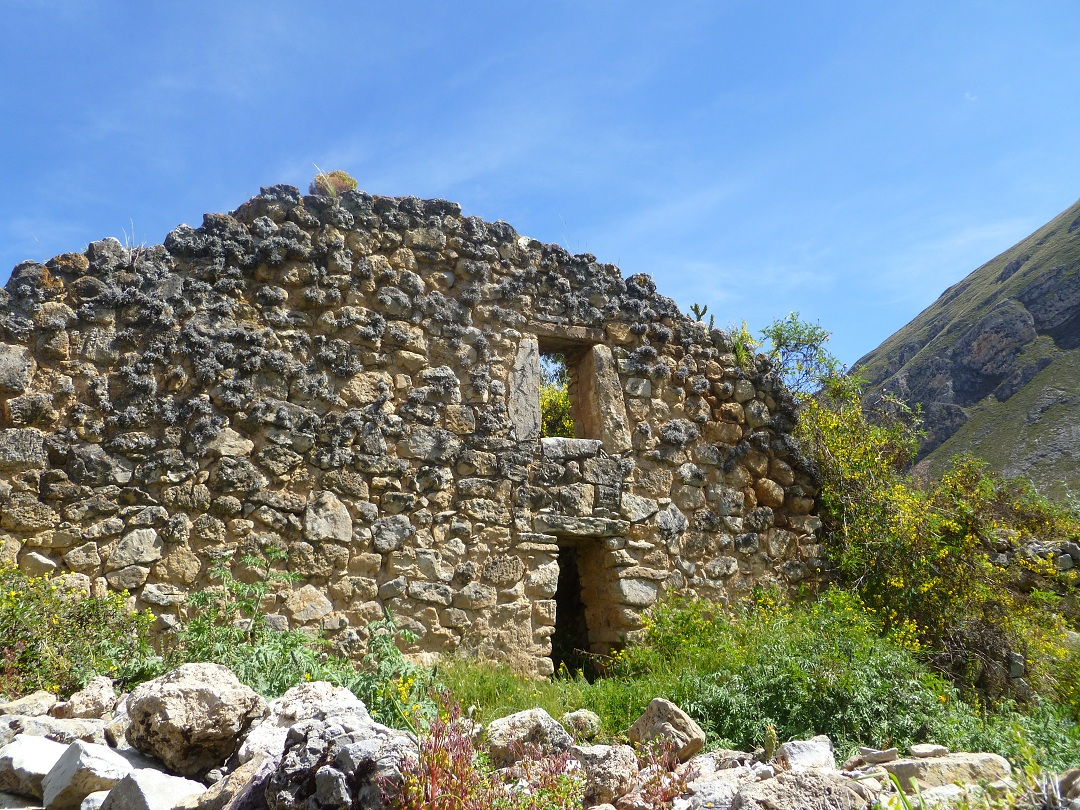
Ruinas de Tarmatambo

La historiografía chilena relata que al mantener Tarmatambo bajo su dominio, la compañía del Lautaro permitió a la división del Canto proteger la retirada hacia La Oroya en dirección a Lima, llegando a Chicla a fines de julio de 1882.
La compañía del Lautaro contabilizó dos heridos. Esta acción fue declarada varios años después de terminada la guerra «Acción distinguida» por el Ejército de Chile. El batallón Lautaro fue una de las últimas unidades chilenas en volver a Chile, siendo disuelto en octubre de 1884.
La historiografía peruana agrega que el capitán Alejandro Torres pidió refuerzos a Cáceres, quien envió una compañía del batallón Zepita, ocupando Tarmatambo mientras las fuerzas chilenas se retiraban hacia Tarma. Luego del combate de Tarmatambo, el 16 de julio Cáceres ordenó atacar las posiciones chilenas ocupadas por una compañía del batallón 2° de Línea en San Juan Cruz, la cual resistió hasta la llegada de un grueso refuerzo.
Del Canto se retiró de Tarma en dirección a La Oroya, donde llegó el 17 de julio. El 18 de julio las fuerzas chilenas dejaron el valle del Mantaro con dirección a Chicla en la sierra de Lima. Ese mismo día, Cáceres estableció en Tarma su nuevo cuartel de operaciones.